# 斯拉維亞廣場

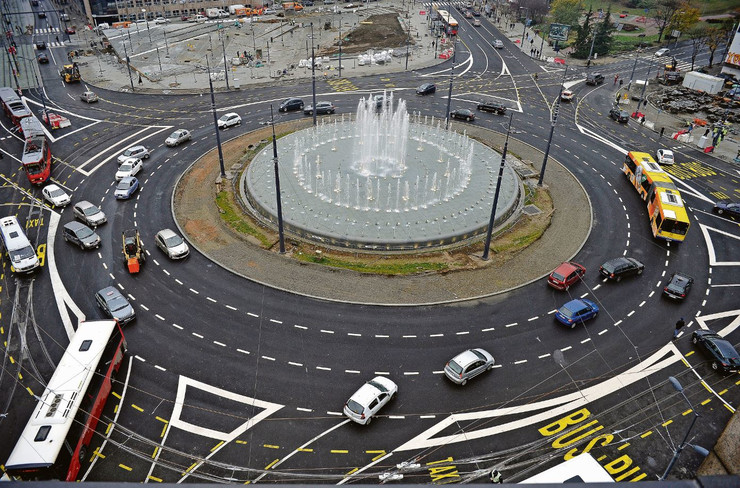

斯拉維亞廣場是塞爾維亞首都貝爾格勒的一個主要交通環島。在塞爾維亞社會主義時期，廣場的名字曾經是迪米特里捷·圖佐維奇（Dimitrije Tucović）廣場。廣場上現在仍有迪米特里捷·圖佐維奇的雕像。在21世紀初期時改名為斯拉維亞廣場。

## 外部連結
- City of Belgrade （页面存档备份，存于）

44°48′09″N 20°27′59″E / 44.8025°N 20.4664°E